# Tuulikki Jahre
Melita Tuulikki Ryynänen-Jahre (nascida em 11 de agosto de 1951) é uma ex-ciclista sueca de ciclismo de estrada. Competiu como representante de seu país, Suécia, na prova de estrada feminina nos Jogos Olímpicos de Verão de 1984 em Los Angeles, terminando na décima sexta posição. Em 1988, ela terminou sua carreira de ciclismo.